# Vyšná Šebastová
Vyšná Šebastová je obec na Slovensku v okrese Prešov. V obci žije přibližně 1 300 obyvatel, rozloha katastrálního území činí 10,64 km².

## Poloha
Obec leží na severním okraji Košické kotliny v údolí potoka Šebastovka. Mírně zvlněné pahorkatinové území má nadmořskou výšku v rozmezí 325–545 m, střed obce leží ve výšce 370 m n. m.

### Části obce

#### Severná
Leží jeden kilometr od Vyšné Šebastové. První písemná zmínka o obci pochází z roku 1345. Původní osadníci tady pravděpodobně káceli lesy a pálili dřevěné uhlí. Od hraběte dostali pozemky pro výstavbu obydlí a k tomu pole, louky a dřevo podle potřeby. Byli to bezzemci, kteří pracovali na panství. V 14. až 15. století byl Sengetov součástí hradu Šebeš.
V současnosti osada patří do katastrálního území Vyšná Šebastová. Na jejím území je postaveno 50 domů, ve kterých žije asi 150 obyvatel. V osadě je od roku 1983 kostelík zasvěcený svatému Cyrilu a Metoději.

### Vodní toky
Obcí protéká potok Šebastovka, která je levostranným přítokem řeky Sekčov. Pramení ve Slánských vrších pod vrchem Tri chotáre. Nejvýznamnějším přítokem je levostranný přítok na začátku obce Podhradík.
Osadou Severná protéká Kapušianský potok, který je levostranným přítokem Ladianky, která je pravostranným přítokem řeky Sekčov.

## Kultura a zajímavosti
V obci se nachází renesanční římskokatolický farní kostel zasvěcený svaté Kateřině Alexandrijské. První zmínka o kostele se nachází v klášterní knize História dómus, kde je uvedeno datum 21. července 1775. Dostupné prameny uvádějí, že kostel nechala postavit v roce 1625 hraběnka Katarína Pálffy, vdova po maďarském palatinovi Zikmundovi Forgachovi. Kostel je jednolodní stavba s hlavním a dvěma bočními oltáři. Součásti kostela byla bašta zbořená v roce 1888. Původně byl farním kostelem pod něhož patřily filiální farnosti Nižná Šebastová, Podhradík a Okružná.
Kostel byl několikrát opravován. V letech 2003–2004 byla provedena nejrozsáhlejší rekonstrukce, při které byl upraven interiér lodi, přestavěna sakristie a kůr. V kostele byla vyměněna elektroinstalace, zavedena voda, postaveno sociální zařízení a celý chrám byl vymalován a vydlážděn. Proběhly rekonstrukce bočních oltářů a soch. Bylo doplněno vnitřní zařízení a zakoupeny nové varhany.

## Znak
Blason: V modrém štítě na zeleném vyšším travnatém pažitu stojící stříbrná labuť ve zlaté zbroji s mládětem stejné barvy stojícím vpravo od ní, vlevo od ní zelená listnatá větev vyrůstající z pažitu.
Znak vychází z obecního pečetidla z roku 1885, které bylo nalezeno v Šarišském muzeu v Bardejově.

## Galerie

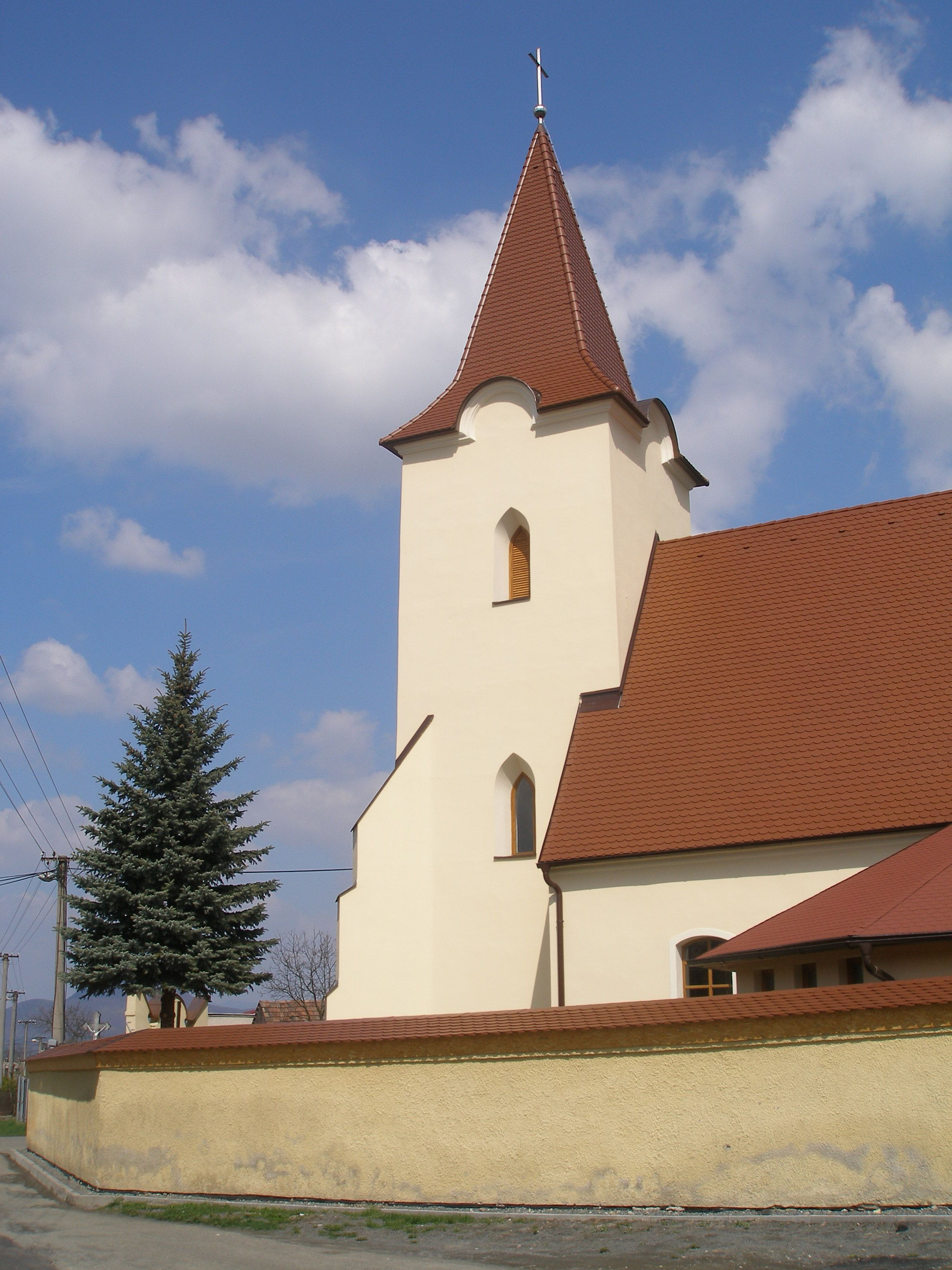
Kostel
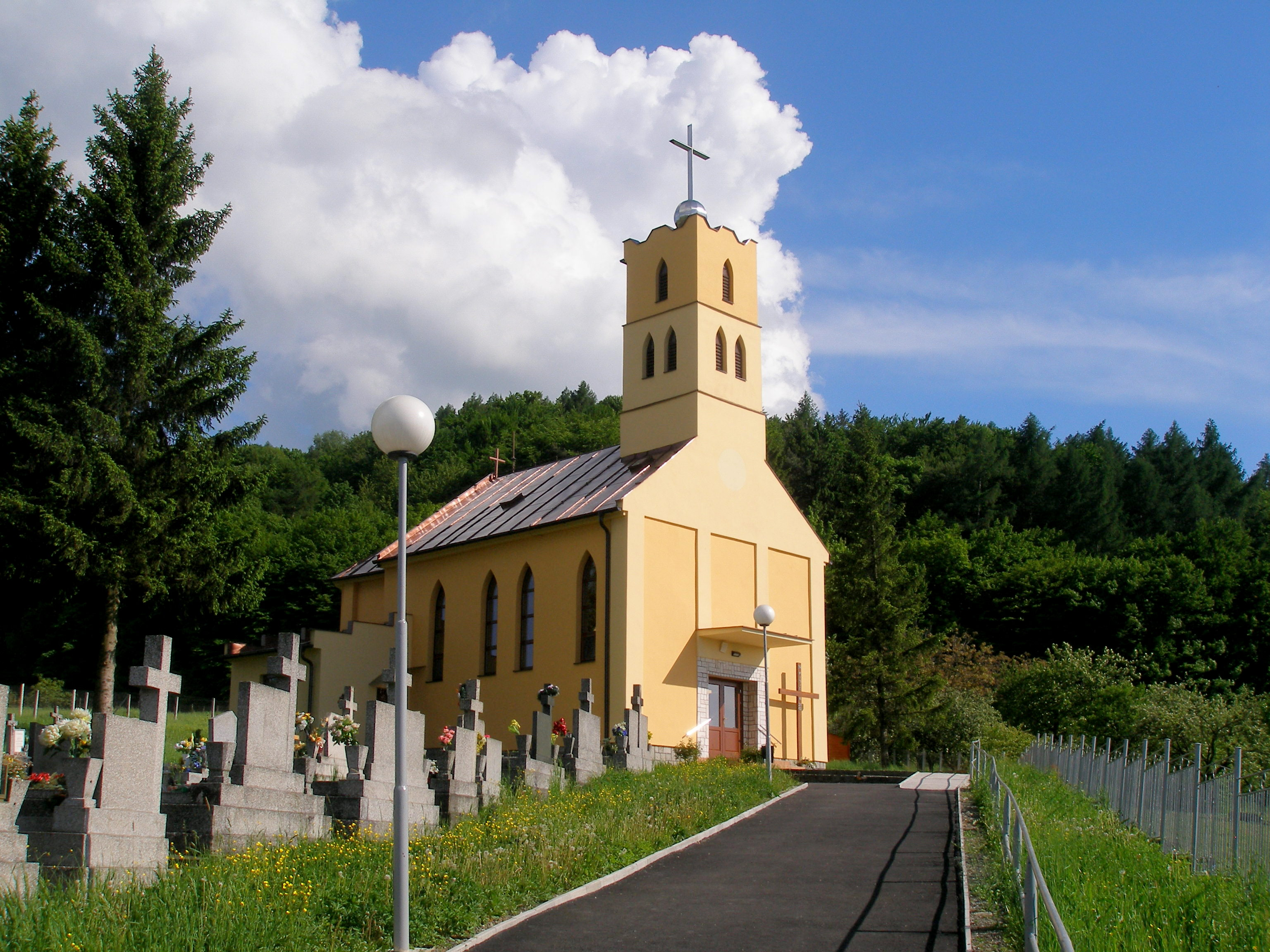
Severná
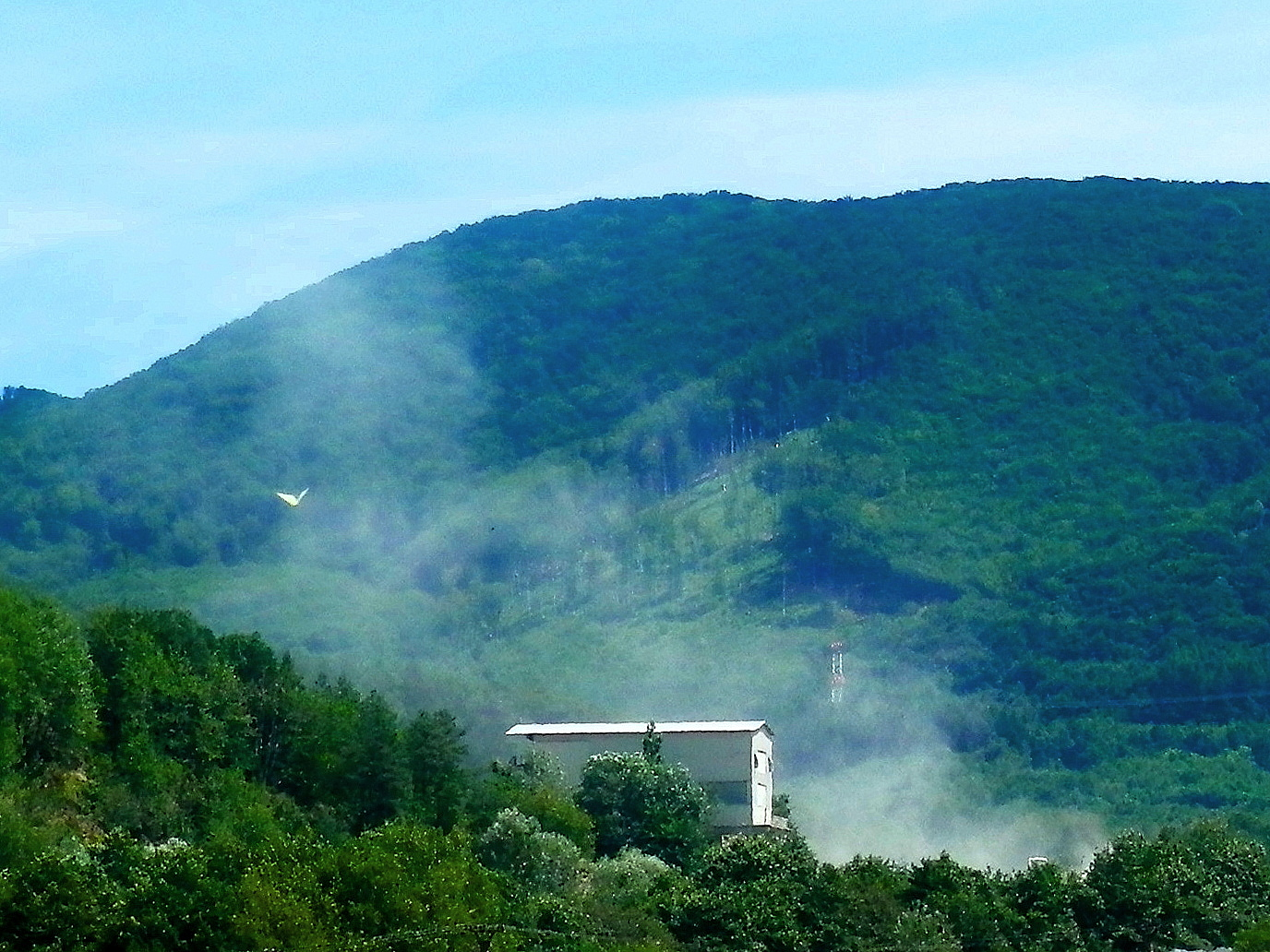
Kamenolom Vyšná Šebastová
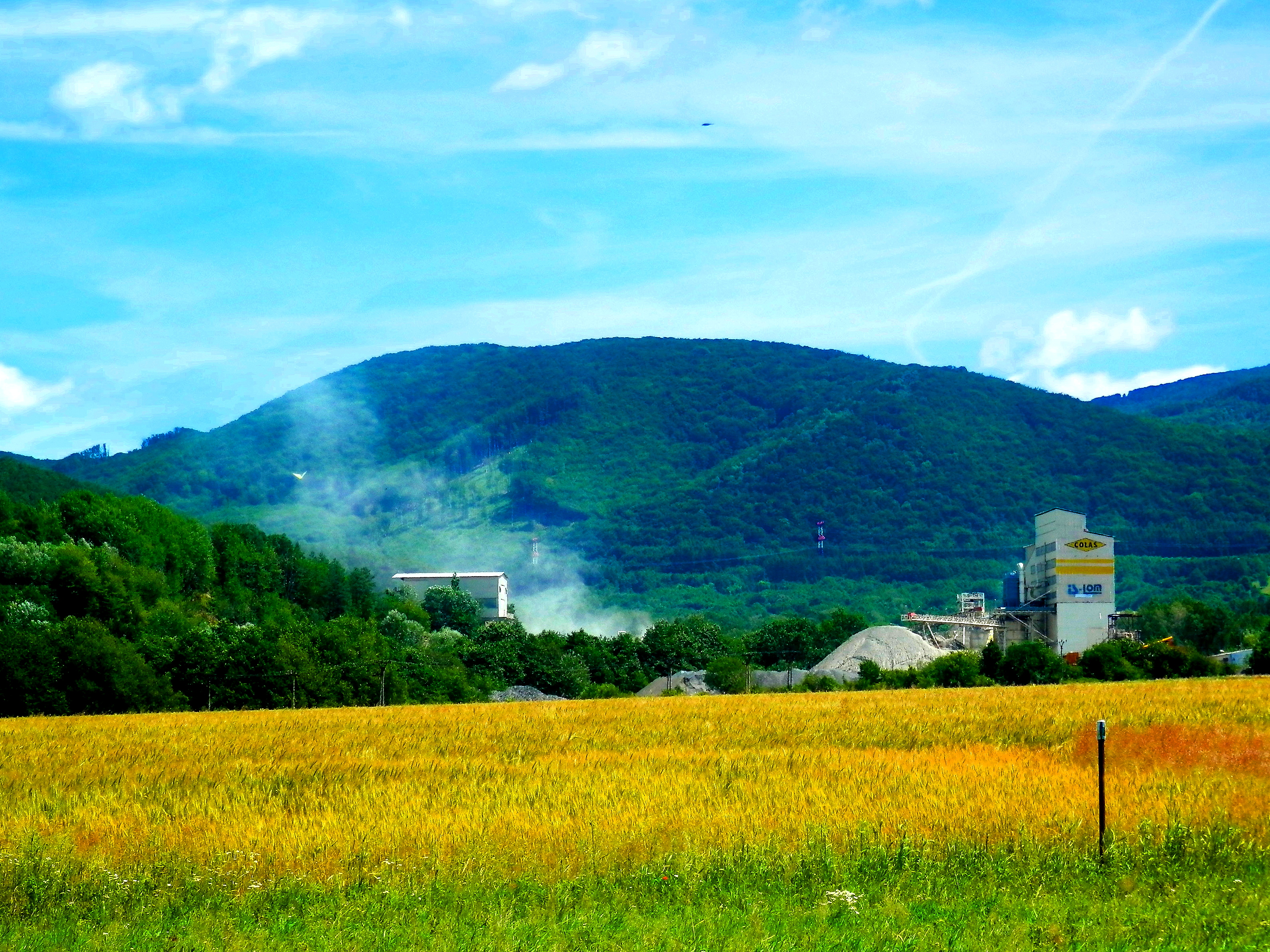
Kamenolom Vyšná Šebastová
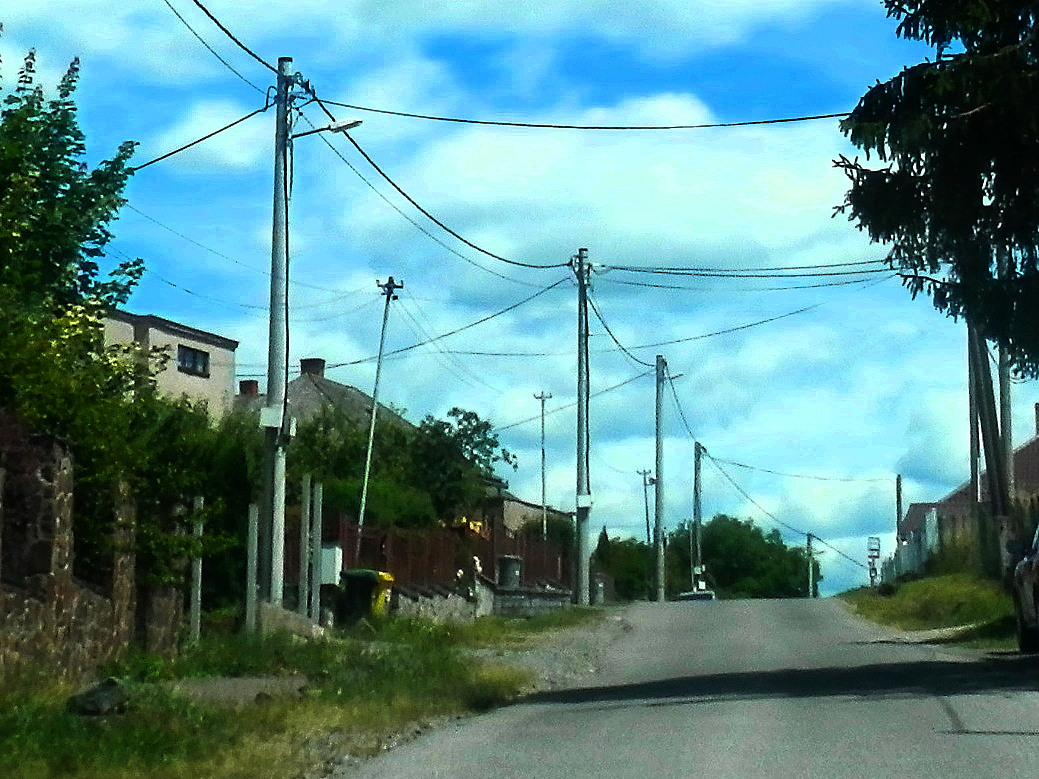
Vyšná Šebastová, místní část Severná
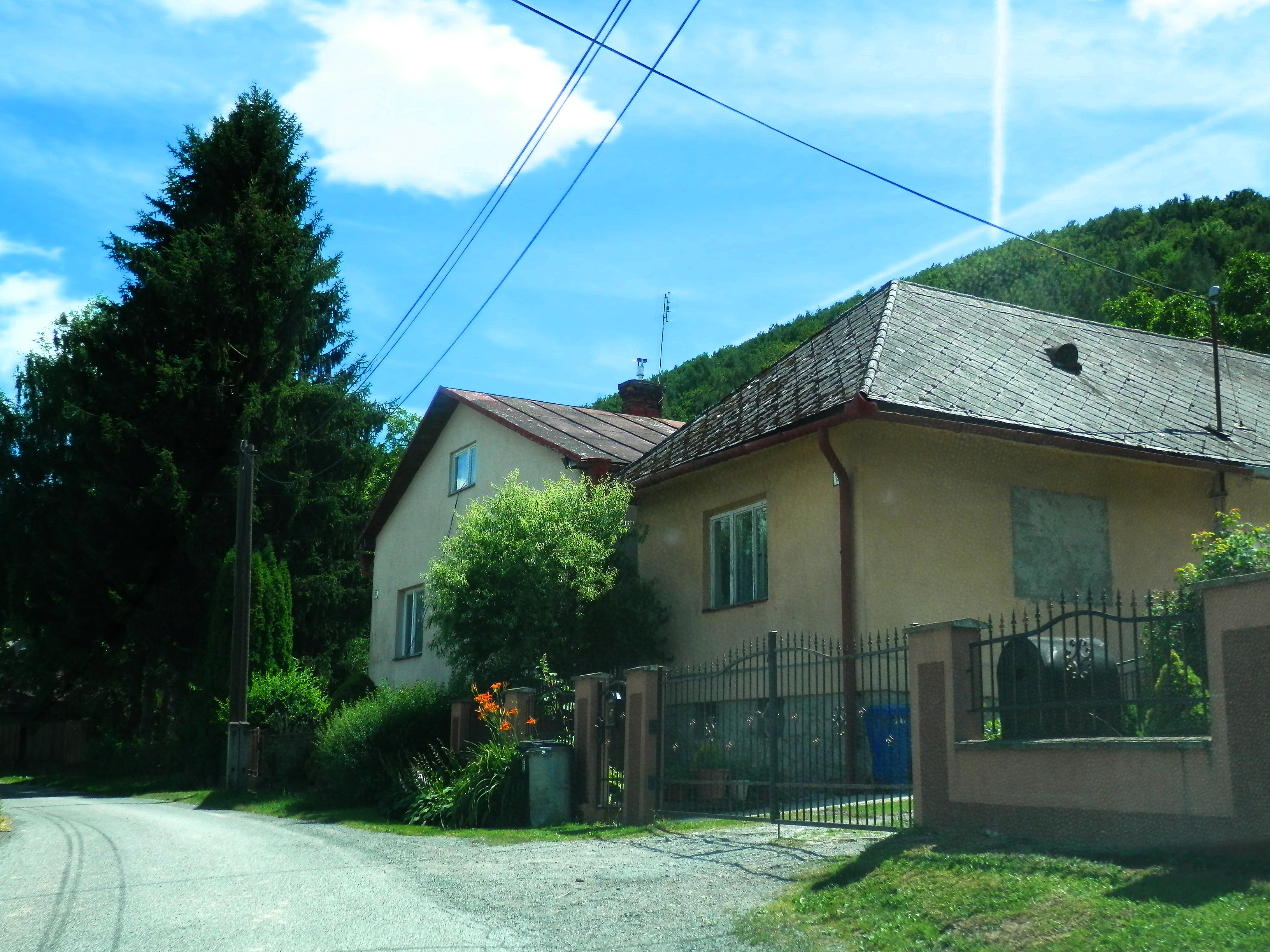
Vyšná Šebastová, místní část Severná
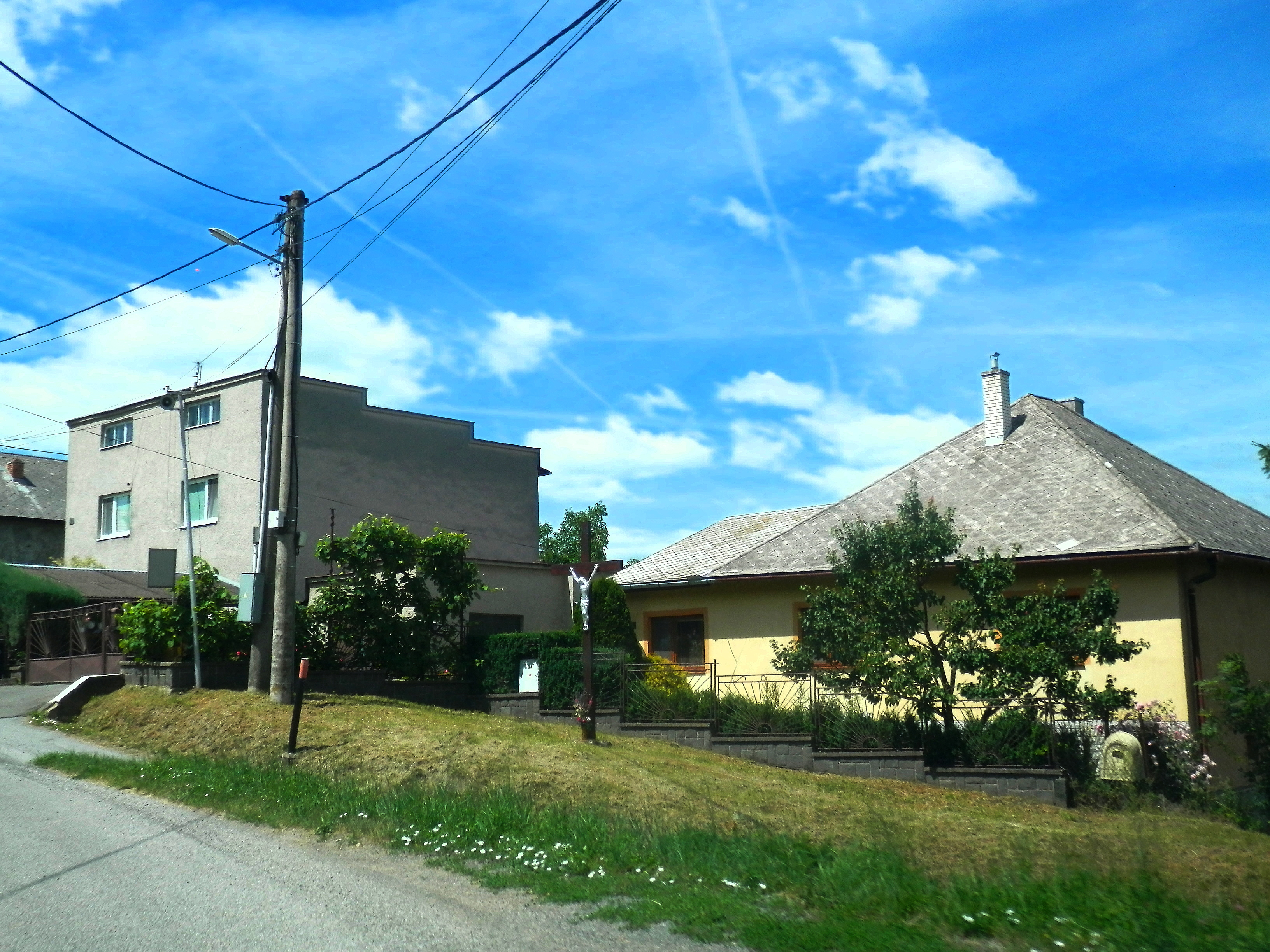
Vyšná Šebastová, místní část Severná